# Zastava Koral
Yugo Koral/Zastava Koral – mały samochód osobowy produkowany od października 1980 roku przez jugosłowiańskie, a następnie serbskie zakłady Zastava w Kragujevacu. Auto od strony technicznej całkowicie bazowało na Fiacie 127. Wynikało to z faktu zakupienia pod koniec lat 70. przez zakłady w Kragujevacu licencji na ten model. Jednak zdecydowano się wprowadzić go do produkcji dopiero po zaprojektowaniu kompletnie nowego nadwozia. Auto to wyposażone zostało w silnik o pojemności 0,9 l i mocy 45 KM (przejęty z Fiata 127) lub większe 1,1 l o mocy 60 KM i 1,3 l o mocy 65 KM (obydwa z modelu 101).

## Historia i opis modelu

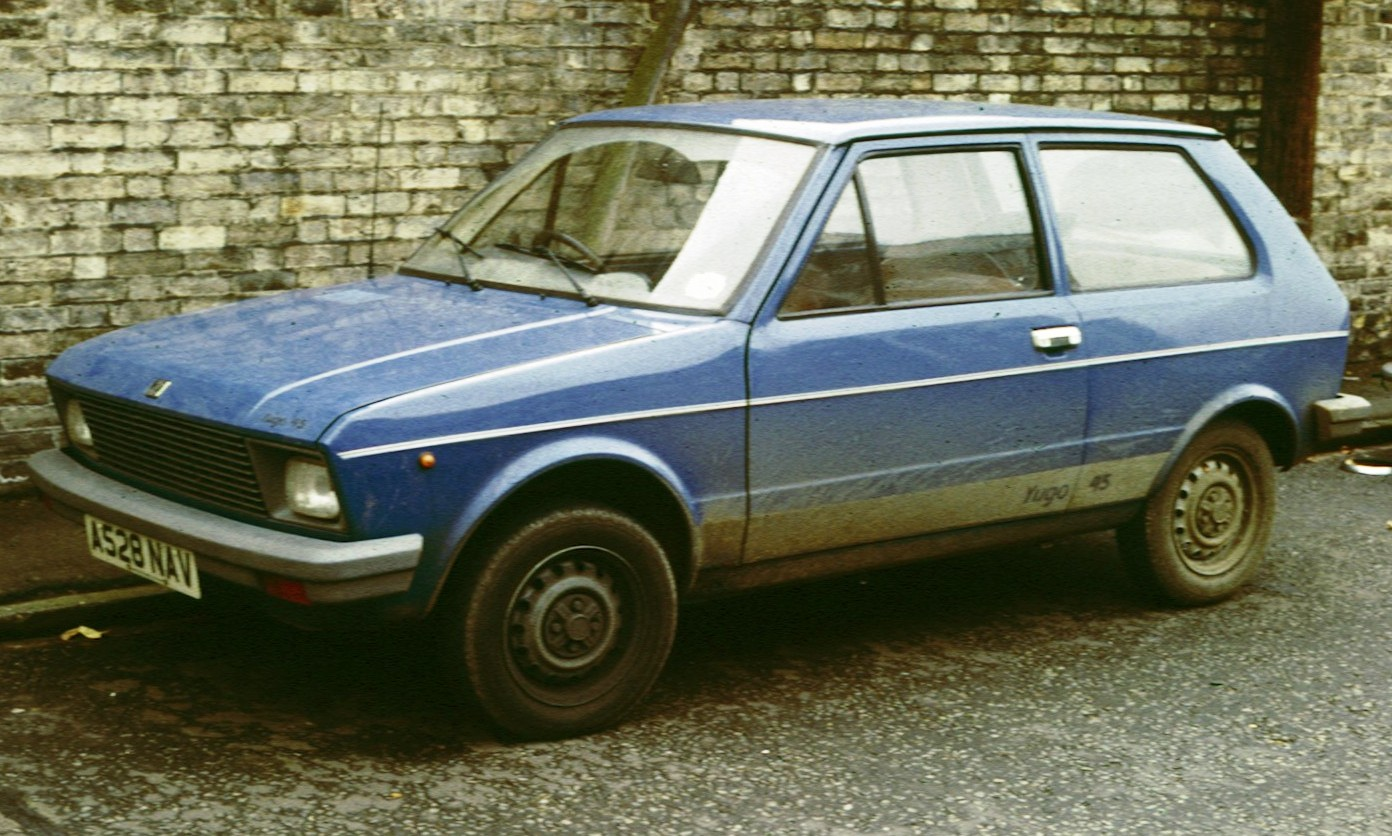
Yugo Koral 45

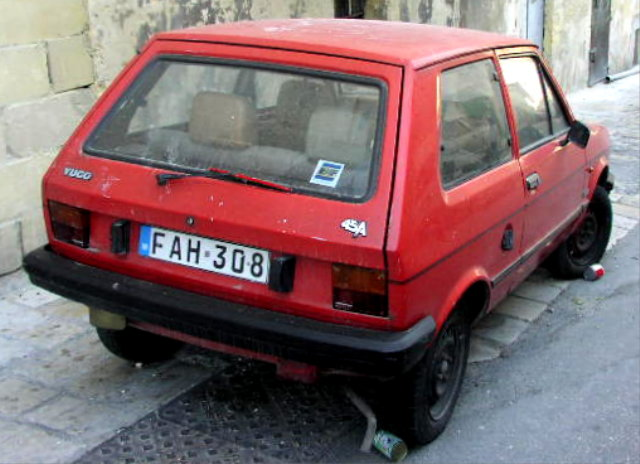
Yugo Koral 45A – tył pojazdu

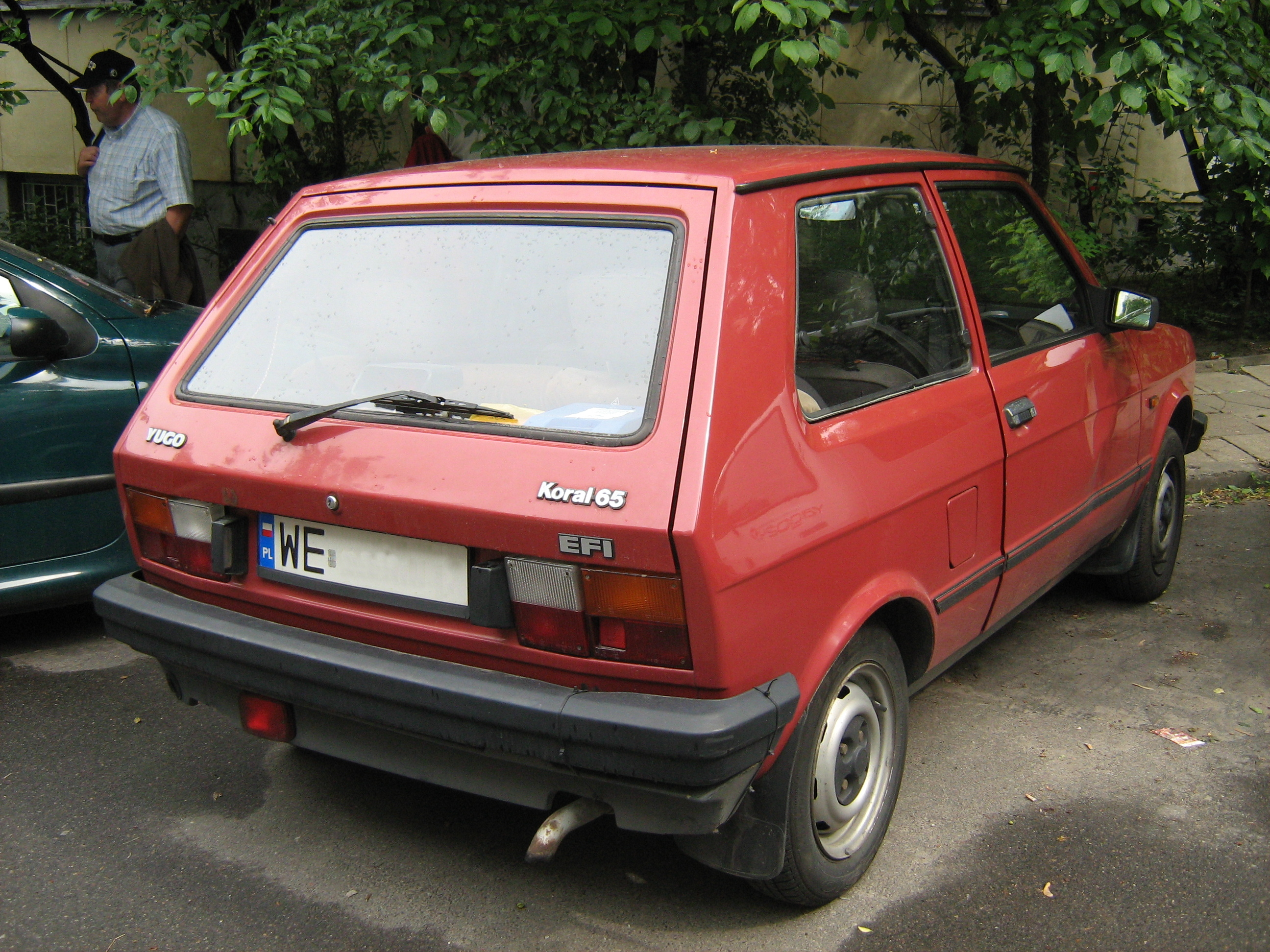
Yugo Koral 65 – tył pojazdu

Pojazd został zaprojektowany w 1978 roku w Turynie przy współpracy inżynierów Fiata oraz Zastavy. Początkowo nosił nazwę Zastava 102. Zakładano, że zastąpi on w ofercie Zastavy starzejący się model 750 i będzie dopełnieniem dla większej Zastavy 101. Konstrukcyjnie, Zastava 102 oparta była w całości na Fiacie 127, który zadebiutował na rynku w 1971 roku, a rok później zdobył tytuł Europejskiego Samochodu Roku. Jugosłowiański pojazd cechował się zupełnie nowym nadwoziem oraz wnętrzem. Początkowo do napędu służył silnik R4 o pojemności 0,9 l i mocy 45 KM przejęty wprost z modelu 127.
Pojazd został oficjalnie zaprezentowany 2 października 1980 roku. Masową produkcję rozpoczęto 28 listopada 1980 roku, tak, by zbiegła się ona w czasie z rocznicą założenia Socjalistycznej Federacyjnej Republiki Jugosławii. W 1981, pierwszym pełnym roku produkcyjnym, powstało 9715 egzemplarzy modelu, rok później było to już 14 856 samochodów. Mimo że pojazd został przygotowany jako następca dla Zastavy 750, oba modele produkowane były równolegle do 1985 roku. Nazwę Zastava 102 zmieniono na Zastava Jugo, następnie zaś na Zastava Yugo. W 1984 roku dodano do oferty wersję z silnikiem 1.1 przejętym z modelu 101, wyposażona była ona w m.in. elektroniczny zapłon.
Od początku lat 90. miał miejsce rozpad Jugosławii, z powodu kolejnych wojen domowych nastąpiło znacznie spowolnienie produkcji, mimo wszystko była ona kontynuowana. W 1995 roku do oferty dołączył Koral CL z nieznacznie zmodernizowaną przednią częścią nadwozia, w późniejszym okresie wersja ta uzyskała nazwę Yugo Ciao. W latach 90. oprócz niewielkich zmian stylistycznych w modelu Ciao dokonano również udoskonaleń w jednostkach napędowych. Silniki 1.1 i 1.3 uzyskały jednopunktowy wtrysk paliwa (silniki gaźnikowe nadal pozostały w ofercie) oraz istniała możliwość zainstalowania katalizatora (model z katalizatorem nosił nazwę Tempo). W roku 1997 powstało 5157 egzemplarzy Yugo. W 1998 opracowano prototyp Yugo Euro – wyposażony w bezobsługowy silnik 1.3 (na dystansie do 200 000 km). Planowano uruchomienie eksportu do USA w marcu 2000 roku. Plany te pokrzyżowało jednak dwukrotne bombardowanie fabryki Zastavy przez lotnictwo NATO w 1999 roku.
W 2000 roku przedstawiono wyposażony w silnik elektryczny prototyp Yugo Elektra. Oferował on na jednym ładowaniu zasięg od 60 do 80 km, prędkość maksymalna wynosiła 90 km/h. W 2001 roku zrezygnowano z marki Yugo i powrócono do historycznej nazwy Zastava. W 2001 roku, podczas salonu motoryzacyjnego w Belgradzie, zaprezentowano nowe modele Zastavy na rok 2002, w tym Yugo Koral In i Yugo Koral In L. Wersja In L wyposażona była w silnik 1.1 znany z Peugeota 106 spełniający normę emisji spalin Euro 3. Samochody powstały przy współpracy z francuską firmą Heuliez. W 2003 roku zaprezentowano prototyp Koral In GTi wyposażony w silnik 1.6 Peugeota o mocy około 100 KM. Od 2007 roku stosowany był nowy estetyczny zestaw wskaźników, który zastąpił zegary pamiętające jeszcze konstrukcje Fiata.
11 listopada 2008 roku zakończona została produkcja tego modelu. Przez 28 lat wyprodukowano 794 428 egzemplarzy tego auta.

## Eksport

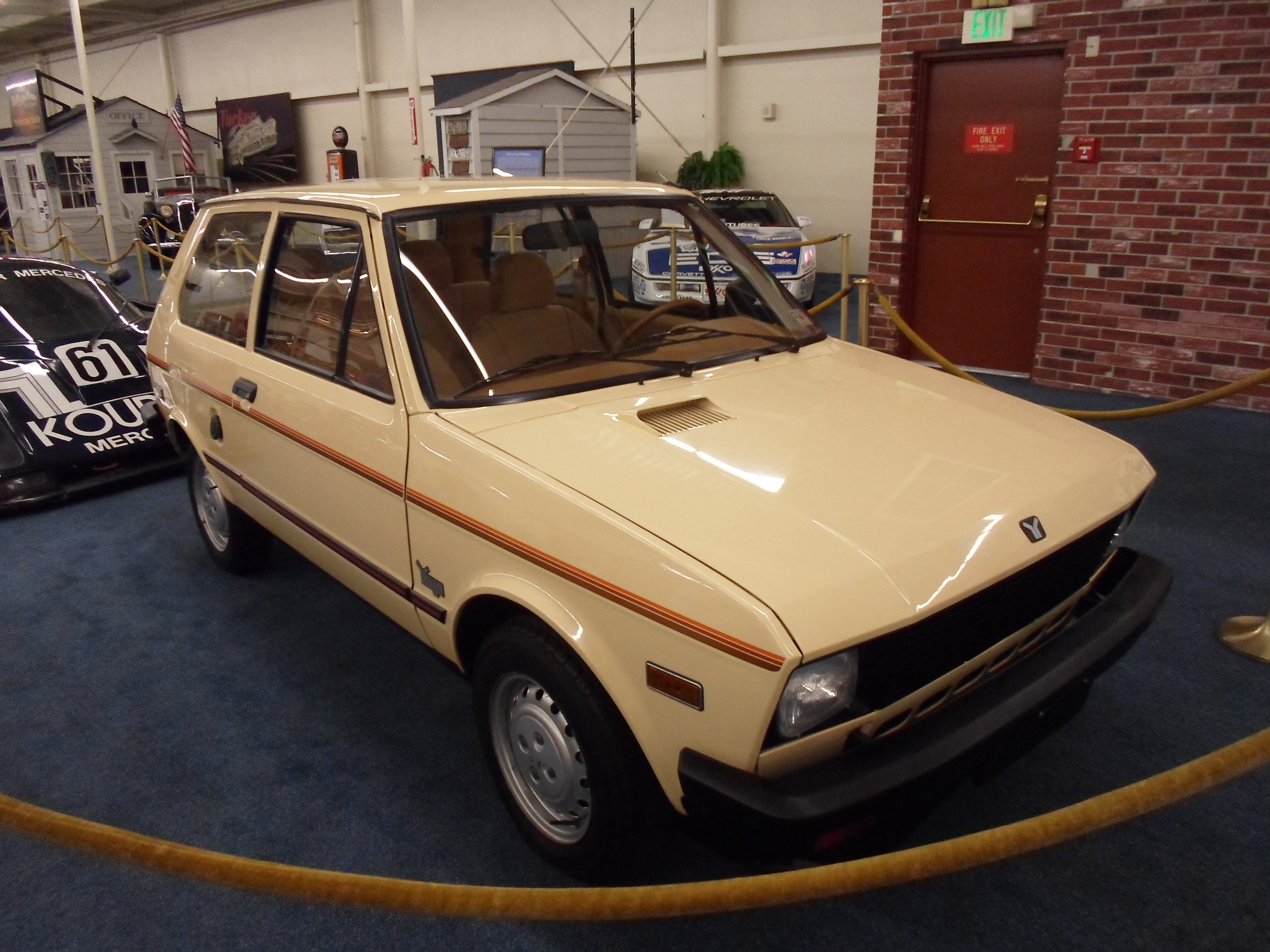
Yugo Koral GV w Stanach Zjednoczonych

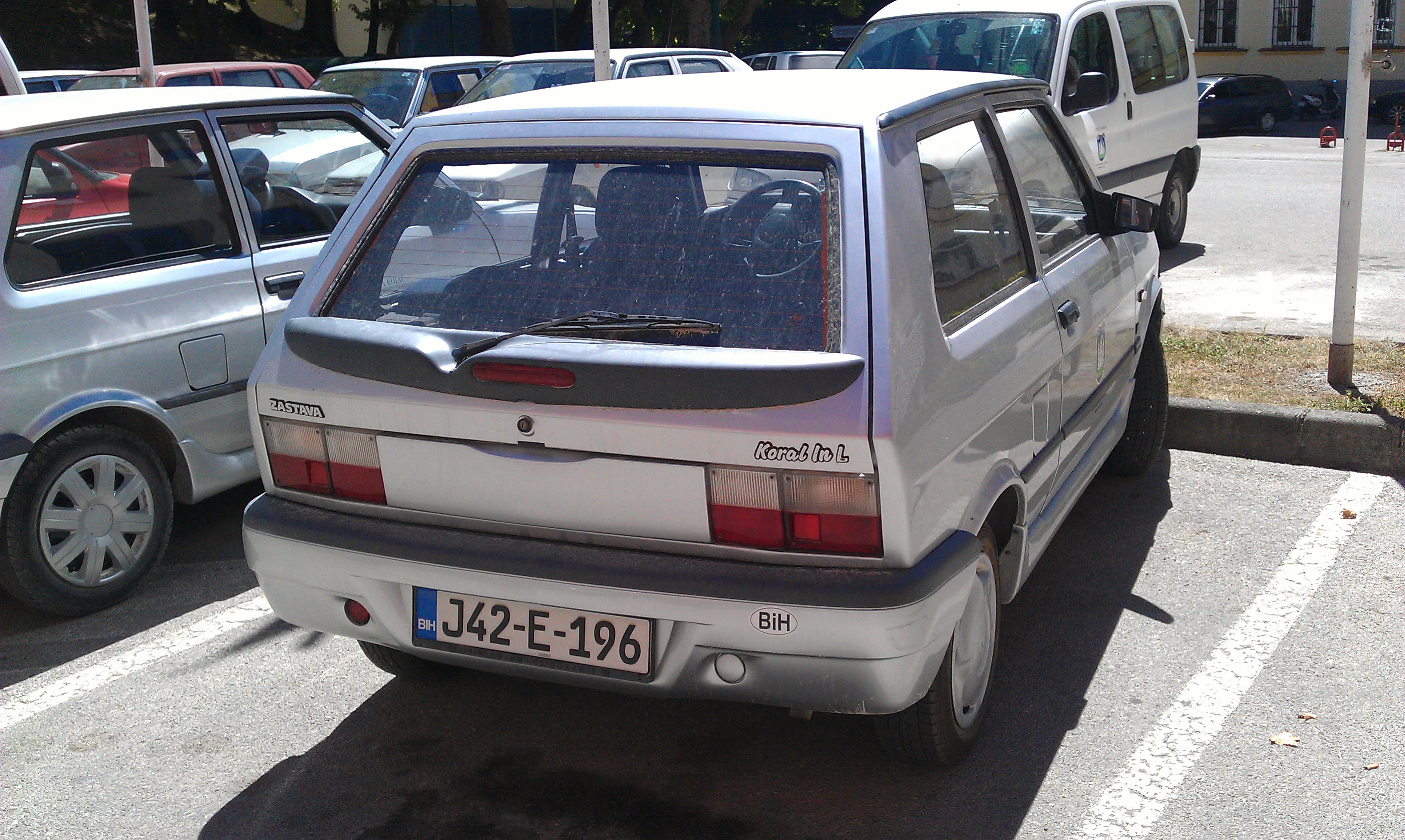
Zastava Koral In – tył pojazdu

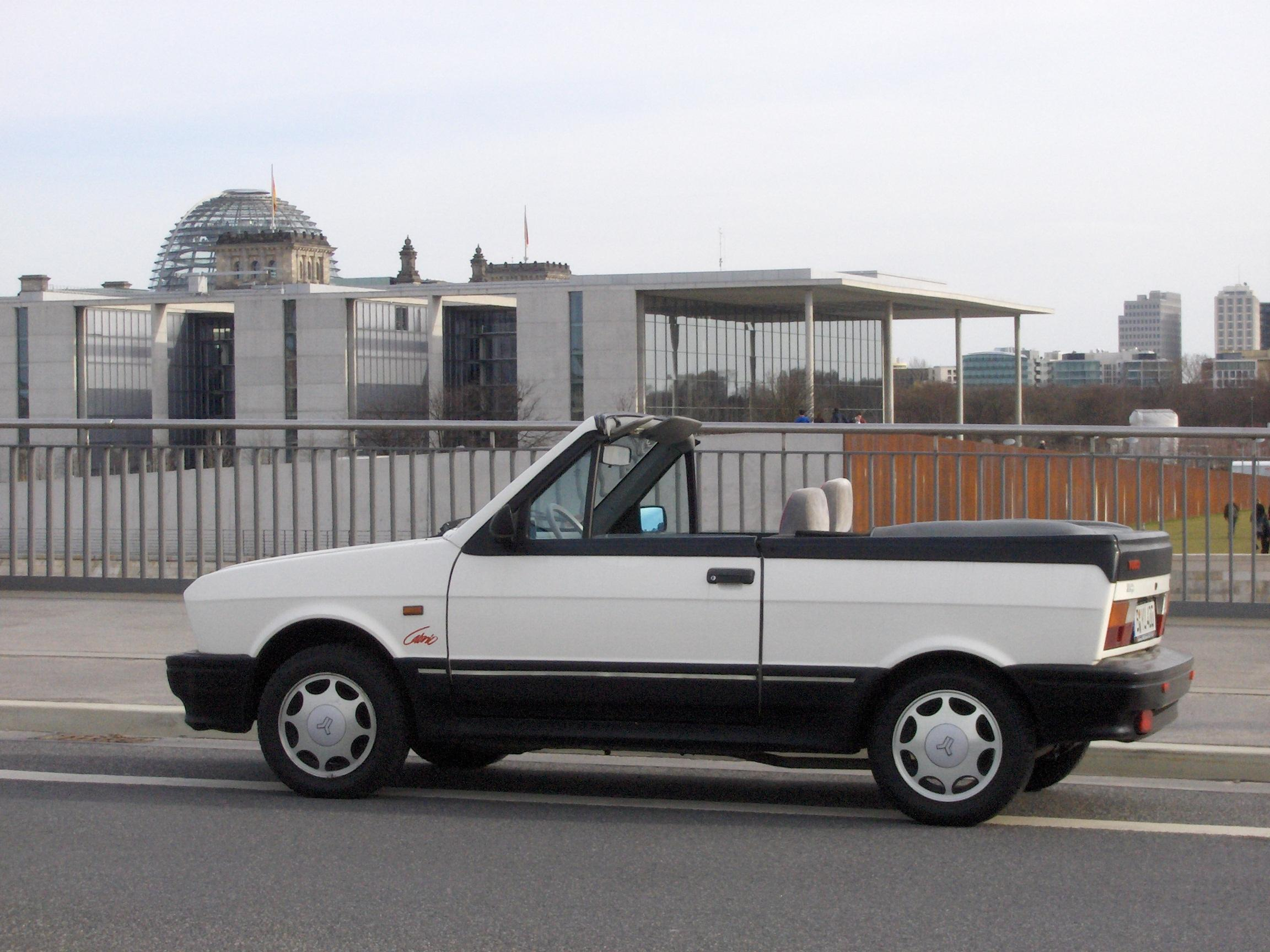
Yugo Koral Cabrio

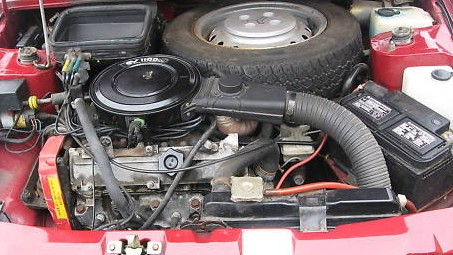
Yugo Koral – silnik 1.1

W latach 1985–1991 samochód eksportowany był z powodzeniem do Stanów Zjednoczonych. Był to w tamtym czasie najtańszy (ceny rozpoczynały się od niecałych 4000 $) i najkrótszy samochód oferowany na rynku. Na liście wyposażenia dodatkowego dostępna była m.in. klimatyzacja. Pojazd dostępny był w kilku wersjach, w latach 1985–1988 z silnikiem 1.1. – GV (standardowa), GVL (lepiej wyprofilowane fotele) i GVS (welurowa tapicerka, radioodtwarzacz), od 1987 do 1988 z silnikiem 1.3 – GVX, zaś od 1990 do 1992 z silnikiem 1.3 i elektronicznym wtryskiem paliwa – GV Plus i Cabrio. W 1991 roku wyeksportowano serię 485 egzemplarzy Yugo GV Plus wyposażonych w automatyczne skrzynie biegów. Ogółem na terenie Stanów Zjednoczonych sprzedano 145 511 egzemplarzy.
Pojazd eksportowany był także do krajów europejskich, od 1981 roku oferowany był w Polsce, od 1982 zaś w Grecji, Holandii i Belgii. Rok później rozpoczęto sprzedaż Yugo 45 i 55 na terenie Wielkiej Brytanii, w 1986 zmieniono nazwy modeli na odpowiednio 45A i 55A, wprowadzono także wariant 65A GLX. W 1985 zmieniono nazwę marki na Zastava Yugo. Model Zastava Yugo 45 przemianowano na Yugo Koral.
Na początku lat 90. na rynku włoskim pojazd sprzedawany był pod nazwą Innocenti Koral. W ostatnich latach produkcji oferowany był Koral In z silnikiem 1.1 oraz Koral In L z silnikiem Peugeota. Model ten eksportowany był do Bośni i Hercegowiny, Bułgarii, Chorwacji i Macedonii.

## Dane techniczne
| Wersja         | Silnik:                                         | Układ zasilania: | Śr. × skok tłoka: | Stopień sprężania: | Moc maks:                          | Maks. moment obrotowy     | Przyspieszenie 0–100 km/h: | V-max:   | Śr. zuż. paliwa na 100 km: |
| -------------- | ----------------------------------------------- | ---------------- | ----------------- | ------------------ | ---------------------------------- | ------------------------- | -------------------------- | -------- | -------------------------- |
| Yugo 45        | R4 0,9 l (903 cm³), 2 zawory na cylinder        | gaźnik           | 65 × 68 mm        | 9,2:1              | 45 KM (33 kW) przy 6000 obr./min   | 62 N•m przy 3400 obr./min | 21,7 s                     | 135 km/h | 7,4 l                      |
| Yugo 55 GLS    | R4 1,1 l (1116 cm³), 2 zawory na cylinder, SOHC | gaźnik           | 80 mm x 55,5 mm   | 9,2:1              | 55 KM (41 kW) przy 6000 obr./min   | 80 N•m przy 3000 obr./min | 17 s                       | 145 km/h | 7,5 l                      |
| Yugo 65        | R4 1,3 l (1290 cm³), 2 zawory na cylinder, SOHC | gaźnik           | 86 mm x 55 mm     | 9,1:1              | 65 KM (48 kW) przy 5800 obr./min   | 98 N•m przy 3500 obr./min | 14 s                       | 155 km/h | b.d                        |
| Yugo GVX (USA) | R4 1,3 l (1290 cm³), 2 zawory na cylinder, SOHC | gaźnik           | 86 mm x 55,5 mm   | 9,1:1              | 62 KM (45,5 kW) przy 5000 obr./min | 92 N•m przy 4000 obr./min | b.d                        | 155 km/h | 8,1 l                      |

### Przeniesienie napędu
Źródło:
- Napęd przedni
- Skrzynia biegów: 4-biegowa manualna
  - Przełożenia biegów (I/II/III/IV/wsteczny): 3,58/2,23/1,45/1,04/3,71
- Przełożenie główne: 3,76

### Układ zawieszenia i hamulcowy
Źródło:
- Zawieszenie w pełni niezależne
  - Oś przednia: kolumny McPhersona, sprężyny śrubowe, stabilizator poprzeczny
  - Oś tylna: poprzeczne resory piórowe
- Hydrauliczny układ hamulcowy
  - Oś przednia: tarcze
  - Oś tylna: bębny

### Pozostałe
- Średnica skrętu: 9,5 m[2]